# Besné (potok)
Besné je potok v Horním Pováží, v severní části okresu Považská Bystrica. Je to levostranný přítok Marikovského potoka, měří 5,2 km a je tokem IV. řádu.

## Pramen
Pramení v Javorníkách, na jihovýchodním svahu Orgoňové Kýčery (959,8 m n. m.) v nadmořské výšce cca 770 m n. m.

## Popis toku
Od pramene teče na horním toku nejprve jihojihovýchodním směrem, následně vytváří oblouk prohnutý na východ a zleva přibírá přítok pramenící severozápadně od kóty 766,4 m n. m., kde protéká osadou Abovce. Dále pokračuje severojižním směrem podél osad Bracinovci, Hluškovci, Cabajovci a u osady Šulavovci přibírá nejprve zleva přítok ze severoseverozápadního svahu Tisové (732,9 m n. m.), pak zprava přítok ze severovýchodního svahu vrcholu Potůček (692,8 m n. m.). Dále vytváří velký oblouk směřující na východ, protéká jednotlivými osadami místní části Besné, kde poblíž osady Mačkovci přibírá levostranný přítok z jihozápadního svahu Tisové, poblíž sousední osady Hujkovci také zleva přítok z jižního svahu Tisové a poté již potok teče po hranici CHKO Kysuce. Na dolním toku teče jihozápadním směrem, přičemž odděluje Vysoké Javorníky od geomorfologické části Javornická brázda na levém břehu a stále ještě v místní části Besné přibírá zleva nejprve přítok z jižního svahu Chrcholince (639,9 m n. m.) a následně z téže strany přítok ze západního úpatí Bukoviny (642,7 m n. m.).

## Ústí
Nakonec se severně od centra obce Dolná Mariková vlévá v nadmořské výšce přibližně 339,5 m n. m. do Marikovského potoka.